# Jervisite
La jervisite (simbolo IMA: Je) è un minerale molto raro appartenente alla classe dei silicati e dei germanati con composizione chimica NaSc3+[Si2O6] ed è quindi chimicamente un silicato di sodio-scandio contenente acqua. Strutturalmente la jervisite appartiene agli inosilicati.

## Etimologia e storia
Il minerale è stato descritto per la prima volta nel 1982 da M. Mellini, S. Merlino, R. Renaldi e P. Orlandi. Chiamarono il minerale jervisite in onore di William P. Jervis, che è stato curatore del "Museo Industriale di Torino" (oggi Politecnico di Torino) e autore di un libro sui minerali italiani.
Inizialmente, Mellini, Merlino, Renaldi e Orlandi descrissero la jervisite con la composizione chimica (Na0.43Ca0.31Fe2+0.14) (Sc0.66Fe2+0.15Mg0.19)Si2O6. Affermarono che la jervisite era l'analogo naturale di NaScSi2O6.
A oggi, esistono due notazioni della formula chimica: l'Associazione Mineralogica Internazionale (IMA) fornisce la formula NaSc3+Si2O6 nella sua lista di minerali, mentre l'Handbook of Mineralogy della Mineralogical Society of America dà la formula (Na,Ca,Fe2+)(Sc,Mg,Fe2+)Si2O6.
Nel 2006 Merlino e Orlandi pubblicarono un nuovo articolo sul Periodico di Mineralogia: in esso, hanno descritto altri siti e corretto i dati chimici e cristallografici.
La jervisite è uno dei soli circa 14 minerali dello scandio conosciuti e, con la davisite, il secondo del gruppo del pirosseno.

## Classificazione
Già nell'obsoleta, ma in parte ancora in uso 8ª edizione della sistematica minerale secondo Strunz, la jervisite appartiene alla classe minerale di "silicati e germanati" e lì alla sottoclasse dei "silicati a catena e silicati a bande (inosilicati)", dove appartiene al cosiddetto gruppo del pirosseno e al sottogruppo dei clinopirosseni (numero di sistema VIII/F.01), insieme a egirina, augite, diopside, esseneite, hedenbergite, giadeite, johannsenite, kanoite, clinoenstatite, clinoferrosilite, cosmocloro, namansilite, natalyite, omfacite, petedunnite, pigeonite e spodumene.
Anche la 9ª edizione della sistematica dei minerali secondo Strunz, in vigore dal 2001 e utilizzata dall'Associazione Mineralogica Internazionale (IMA), classifica la jervisite nella categoria degli "inosilicati". Questa classe è ulteriormente suddivisa in base alla lunghezza e alla forma delle catene di silicati, in modo che il minerale possa essere classificato in base alla sua composizione nella suddivisione "inosilicati con catene singole di periodo 2, Si2O6; famiglia del pirosseno", dove insieme a egirina, giadeite, cosmocloro, namansilite e natalyite forma il gruppo della giadeite con numero di sistema 9.DA.25.
La classificazione dei minerali di Dana, che viene utilizzata principalmente nel mondo anglosassone, classifica la jervisite nella classe dei "silicati e germanati" e lì nel dipartimento dei "minerali silicati a catena". Qui si trova insieme a giadeite, egirina, namansilite, cosmocloro e natalyite nel gruppo dei "Clinopirosseni C2/c (Na-clinopirosseni)" con il numero di sistema 65.01.03c all'interno della suddivisione "Silicati a catena: Catene semplici non ramificate, W=1 con catene P=2".

## Abito cristallino
La jervisite cristallizza nel sistema monoclino nel gruppo spaziale C2/c (gruppo nº 15) con parametri reticolari a = 9,853 Å, b = 9,042 Å, c = 5,312 Å e β = 5,312 Å oltre a 4 unità di formula per cella unitaria.

## Origine e giacitura
Sono noti sei siti per la jervisite.
La località tipo e altre quattro località si trovano nella provincia del Verbano-Cusio-Ossola nel nord Italia. Nei pressi di Baveno, la jervisite è stata rinvenuta nella cava Ratti a Feriolo e Oltrefiume, nella cava Locatelli e nella miniera di Seula. A Omegna il minerale è stato trovato sia nella cava di granito di Agrano che nella cava di Giacomini. Quest'ultima è la località tipo.
Il minerale è stato trovato anche in Canada. Lì è stato trovato nella provincia dell'Ontario nel distretto di Thunder Bay vicino a Walsh Township.

## Forma in cui si presenta in natura
La jervisite forma piccole schegge di dimensioni inferiori a un millimetro su cristalli allungati.
Con una durezza Mohs pari a 6, la jervisite è un minerale medio-duri.